# Karoo nama
El Karoo nama es una ecorregión de la ecozona afrotropical, definida por WWF. Recibe su nombre de la etnia nama.

## Descripción
Es una ecorregión de desierto que ocupa una extensión de 351 100 kilómetros cuadrados en la meseta central de las tres provincias del Cabo, en Sudáfrica, y en el sureste de Namibia.
Limita al norte, de oeste a este, con el desierto del Namib, la sabana arbolada de Namibia y la sabana xerófila del Kalahari; al noreste con la pradera del Alto Veld, al sureste con la pradera montana de los Drakensberg, al sur con el matorral de Albany y el fynbos y renosterveld de montaña, y al oeste con el Karoo suculento.
La cuenca del río Orange es el principal sistema hidrográfico de la región. Uno de sus afluentes, el Fish, ha excavado un cañón de 160 kilómetros de largo, 27 de ancho y hasta 550 metros de profundidad, el mayor de África.
El clima es árido. Las sequías son frecuentes, y las temperaturas sufren grandes oscilaciones: puede haber una diferencia de 25° entre el día y la noche; y en verano pueden superarse los 30 °C, mientras que en invierno las heladas son frecuentes. Las precipitaciones se concentran entre diciembre y marzo, y no superan los 500 mm anuales en el nordeste, mientras que en el suroeste sólo alcanzan los 100 mm.

## Flora
La vegetación dominante está formada por hierbas hemicriptófitas y arbustos enanos caméfitos; estos últimos son más abundantes en las zonas más áridas. Entre los arbustos cabe citar los géneros Drosanthemum, Eriocephalus, Galenia, Pentzia, Pteronia y Ruschia. Las principales hierbas perennes son Aristida, Digitaria, Enneapogon y Stipagrostis. 
Los árboles y arbustos leñosos están restringidos a la proximidad de cursos de agua: la acacia llamada espina dulce (Acacia karroo), la ebenácea Diospyros lycioides, la malvácea Grewia robusta, la anacardiácea Rhus lancea y el tamarisco Tamarix usneoides.

## Fauna
La fauna de la ecorregión es pobre en especies. Los grandes mamíferos abundantes en el pasado hs sido prácticamente exterminados.

## Endemismos
La riqueza de especies y endemismos vegetales de la ecorregión ha sido poco estudiada.
Sólo una especie de mamífero es estrictamente endémica: el topo dorado de Visagie (Chrysochloris visagiei).
Entre las aves hay dos especies endémicas: la alondra roja (Certhilauda burra) y la alondra de Sclater (Spizocorys sclateri).

## Estado de conservación
Vulnerable. La mayor amenaza para la ecorregión es la ganadería extensiva.

## Protección
Menos del 1 % de la región está protegido. La única área protegida de cierta extensión es el Parque Transfronterizo Ai-Ais Richtersveld, que incluye el Cañón del río Fish y se extiende hasta el Orange.